# Patrera procera
Patrera procera är en spindelart som först beskrevs av Eugen von Keyserling 1891.  Patrera procera ingår i släktet Patrera och familjen spökspindlar. Inga underarter finns listade i Catalogue of Life.